# دو كمدان (ده كردي)
دو کمدان (بالفارسية: دوکمدان) هي قرية تقع في إيران في البلدة المركزية.